# On the Border
On the Border je treći studijski album američke rock grupe Eagles, izdan 1974. Don Felder se pridružio grupi za vrijeme snimanja ovog albuma.

## Popis pjesama
1. "Already Gone" (Jack Tempchin, Robb Strandlin) – 4:13
  - Prvi vokal Glenn Frey, solo na gitari, Glenn Frey i Don Felder
2. "You Never Cry Like a Lover" (J.D. Souther, Don Henley) – 4:02
  - Prvi vokal Don Henley, prva gitara  (nepotpisano), Bernie Leadon
3. "Midnight Flyer" (Paul Craft) – 3:59
  - Prvi vokal Randy Meisner, slajd gitara Glenn Frey, bendžo Bernie Leadon
4. "My Man" (Bernie Leadon) – 3:31
  - Prvi vokal i gitarske pedale Bernie Leadon
5. "On the Border" (Henley, Leadon, Frey) – 4:28
  - Prvi vokal Don Henley, T.N.T.S., "Coach", claps by The Clapetts, prva gitara: Glenn Frey
6. "James Dean" (Jackson Browne, Frey, Souther, Henley) – 3:37
  - Prvi vokal Glenn Frey, prva gitara: Bernie Leadon
7. "Ol' 55" (Tom Waits) – 4:22
  - Prvi vokal Glenn Frey i Don Henley, gitarske pedale Al Perkins
8. "Is It True?" (Randy Meisner) – 3:14
  - Prvi vokal Randy Meisner, slajd gitara Glenn Frey
9. "Good Day in Hell" (Henley, Frey) – 4:27
  - Prvi vokal Glenn Frey i Don Henley, slajd gitara Don Felder
10. "Best of My Love" (Henley, Frey, Souther) – 4:36
  - Prvi vokal Don Henley, gitarske pedale Bernie Leadon

## Izvođači
- Glenn Frey - prvi vokal, prva gitara, klavir
- Don Henley - prvi vokal, bubnjevi, gitara
- Bernie Leadon - prvi vokal, prva gitara, bendžo
- Randy Meisner - prvi vokal, bas-gitara
- Don Felder - električna gitara

## Singlovi
- "Already Gone"/"Is It True" - Asylum 11036; objavljeno 19. travnja 1974.
- "James Dean"/"Good Day in Hell" - objavljeno 14. kolovoza 1974.
- "Best of My Love"/"Ol' 55" - Asylum 45218; objavljeno 5. studenog 1974.

## Top lista
Album
| Godina | Top lista  | Mjesto |
| ------ | ---------- | ------ |
| 1974.  | Pop Albums | 17     |

Singlovi
| Godina | Singl             | Top lista          | Mjesto |
| ------ | ----------------- | ------------------ | ------ |
| 1974.  | "Already Gone"    | Pop Singles        | 32     |
| 1974.  | "James Dean"      | Pop Singles        | 77     |
| 1975.  | "Best Of My Love" | Pop Singles        | 1      |
| 1975.  | "Best of My Love" | Adult Contemporary | 1      |

## Zanimljivosti
- My Man je počast Gram Parsons-u. Bernie Leadon je napisao i pjevao pjesmu. Leadon & Parsons su bili članovi pionirskog country rock grupe The Flying Burrito Brothers.
- Ovo je prvi album Eaglesa izdan u Quadraphonic zvuku.